# Потоцкий, Александр (1798)
Граф Александр Станиславович Потоцкий (1798, Тульчин — 1868, Дрезден) —  военный, эмигрант и филантроп из польского рода Потоцких.

## Биография
Старший сын магната графа Станислава Щенсного Потоцкого (1752—1805) от третьего брака с греческой куртизанкой Софией Глявоне (1760—1822). Унаследовал от отца исторические поместья Умань и Софиевку (Царицын Сад).
В 1820 году Александр был обманут своим младшим братом Мечиславом, захватившим их родовую резиденцию — Тульчин, который по старшинству должен был отойти Александру. После смерти матери Александр унаследовал крупные имения Потоцких на Уманьщине с центром в Софиевке.
Начал карьеру в российской армии. Состоял адъютантом при графе П. Х. Витгенштейне, числясь в конной гвардии. Участвовал в Русско-турецкой войне (1828—1829), но прервал свою военную карьеру в чине полковника. Выйдя в отставку в 1829 году, вместе с другом Адамом Мицкевичем  путешествовал по Италии, где занимался музыкой (играл на виолончели) и литературой, брал уроки  живописи (рисовал портреты). По отзыву современника, Потоцкий 

Во всем был бирюк и избегал общества, и невозможно было представить, чтобы он сделался революционером или даже польским патриотом.
В 1830—1831 годах  принимал участие в Ноябрьском восстании за объединение Польши, за свои деньги собрал конный полк, но из-за болезни не участвовал в военных действиях. После поражения польского восстания Александр эмигрировал в Италию, а его имущество в 1832 году по приказу царя Николая I Павловича было конфисковано. Имея денежные средства, вёл благополучную жизнь в эмиграции.
Приобретя саксонское гражданство, жил в Дрездене, но большую часть года проводил в Риме и Неаполе. Занимался благотворительностью, до конца жизни был связан с делом создания Польского государства. Был дружен с Зыгмуном Красинским и поэтом Юлиушом Словацким, последний в своих письмах высмеивал вкус Потоцкого к женщинам высокого роста. Умер в возрасте 70 лет в Дрездене, где и был похоронен, не оставив после себя наследников.